# Saint-joseph (AOC)
Pour les articles homonymes, voir Saint-Joseph.
Le saint-joseph est un vin d'appellation d'origine protégée produit sur près de 60 km sur la rive droite du Rhône, dans les départements de la Loire et de l'Ardèche.  Il s'agit d'une appellation du vignoble de la vallée du Rhône, au sein des côtes du Rhône septentrionales, entre les aires de production du condrieu au nord et du cornas au sud.
Les autres AOC des côtes du Rhône septentrionales sont le côte-rôtie, le condrieu, le château-grillet, l'hermitage, le crozes-hermitage, le cornas et le saint-péray, ainsi que le côtes-du-rhône (ce dernier étant également présent dans les côtes du Rhône méridionales).
Le saint-joseph est composé exclusivement des cépages marsanne et roussanne pour le vin blanc, et principalement de syrah pour le vin rouge (avec la marsanne et la roussanne comme cépages accessoires).

## Historique
Si les vins de Massalia remontaient le Rhône, voie de passage entre la Méditerranée et l’Europe du Nord, les vignobles ne se développèrent que sous la colonisation romaine. C'est entre Ampuis et Tournon, que les « vins de Vienne », acquirent leur renommée et s’exportèrent jusqu'à Rome.
Au Moyen Âge, les vins de Tournon et de Mauves sont connus jusqu'à Paris. La demande est telle qu'au XVIe siècle, des convois muletiers traversent les Cévennes et rejoignent la capitale pour être servis à la cour des Valois. C'est à cette époque que Jean Pelisson, principal du collège de Tournon, vante le vin de Mauves « si délicat et friand ». Ce furent les Jésuites de Tournon qui, au XVIIe siècle, favorisèrent le nom de « Saint-Joseph », provenant du nom d'un coteau de dix hectares situé au sud de Tournon et qui leur appartenait.
En 1816, André Jullien le présente parmi les meilleurs vins rouges de l'Ardèche, juste après le cornas : « Saint-Joseph, près de Tournon, fournit des vins délicats, fins, agréables et assez spiritueux; ils sont bons à boire au bout de deux ou trois ans, et atteignent leur plus haut degré de qualité à la cinquième année ; mais ensuite ils déclinent ». « Sara, Vion et Mauve, à deux ou trois lieues de Tournon, donnent des vins qui sont d'abord liquoreux, très-colorés et grossiers ; mais, en vieillissant, ils perdent leur douceur, deviennent spiritueux, et assez agréables comme vins d'ordinaire de seconde qualité ». Dans le roman de Victor Hugo datant de 1862, Les Misérables, l'évêque de Digne en sert à Jean Valjean : le romancier le nomme encore « vin de Mauves ».

### Création de l'appellation
En 1937, les vins de la vallée du Rhône sont officiellement reconnus comme ayant droit à l'appellation d'origine contrôlée (AOC) côtes-du-rhône ; l'hermitage, le crozes-hermitage et le cornas obtiennent la leur dès 1938 ; le côte-rôtie et le condrieu en 1940.
Il faut attendre le décret du 15 juin 1956 pour la reconnaissance de l'appellation saint-joseph, couvrant initialement seulement six communes sur la rive droite (90 hectares sur Glun, Mauves, Tournon, Saint-Jean-de-Muzols, Lemps et Vion). Les vignobles de la vallée du Rhône sont alors en pleine déprise, remplacés par les vergers et l'urbanisation.

### Évolutions
Par le décret du 5 juin 1969, l'aire d'appellation est étendue à un total de 26 communes, de Chavanay au nord jusqu'à Guilherand-Granges au sud, sur une aire totale de 6 844 ha potentiels. Cette étalement, comprenant notamment des parcelles planes en fond de vallée ou sur le plateau, permettant la mécanisation, entraîne une forte hausse du volume produit (qui passe de 3 672 hl en 1970 à 17 531 hl en 1986) mais aussi une réputation médiocre. En 1986, en réaction, le syndicat des vignerons demande à l'INAO une révision plus stricte de l'aire d'appellation. Par le décret du 3 octobre 1994, cette aire est fortement réduite à 3 400 ha, excluant de nombreuses parcelles sur du plat et privilégiant celles sur les coteaux ; sur 755 ha en production, 170 sont exclus (mais continus à y avoir droit jusqu'à 2021).
Le cahier des charges de l'appellation a été modifié en octobre 2009, en octobre 2011, en décembre 2018 et en juillet 2024.

### Étymologie
L'étymologie de Saint-Joseph est tardive. Celle de Mauves, premier nom de ce vin, est plus ancienne : Malva, attestée en 1123. Elle dérive du latin malva (couleur mauve).

## Vignoble

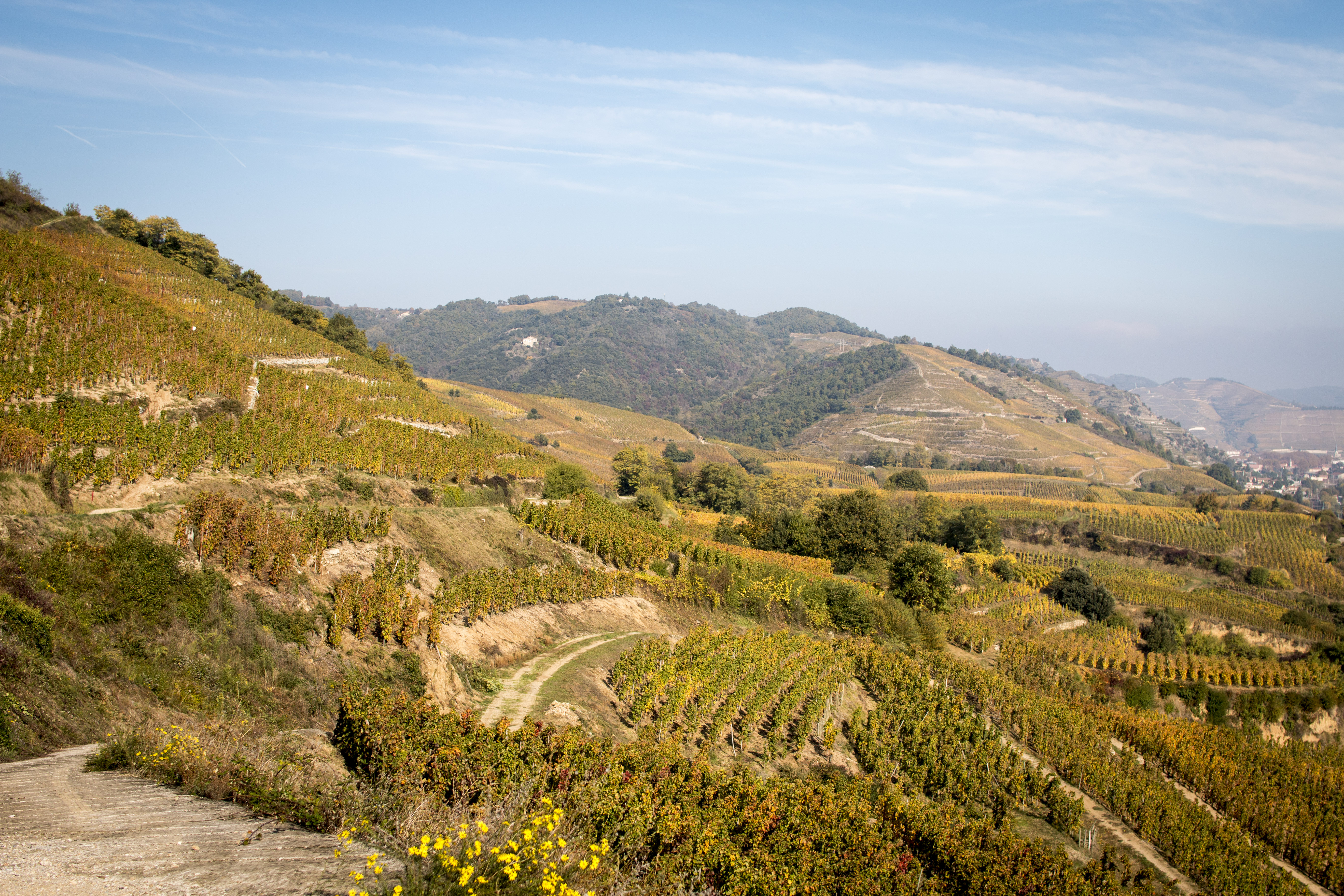
Vigne de Saint-Joseph à Tournon-sur-Rhône.

### Présentation
L'aire d'appellation est située dans la partie française de la vallée du Rhône, à 27 km en aval de Lyon, sur la rive droite entre les villes de Guilherand-Granges au sud et Chavanay au nord, avec au centre Andance. C'est une des appellations des côtes du Rhône septentrionales, entre les aires du condrieu au nord et du cornas au sud, s'étendant le long de la RN 86 sur près de 60 kilomètres.
L'aire d'appellation englobe un total de 26 communes du nord au sud du fleuve, dont 23 de l'Ardèche : Andance, Ardoix, Arras-sur-Rhône, Champagne, Charnas, Châteaubourg, Félines, Glun, Guilherand-Granges, Lemps, Limony, Mauves, Ozon, Peyraud, Saint-Désirat, Saint-Étienne-de-Valoux, Saint-Jean-de-Muzols, Sarras, Sécheras, Serrières, Talencieux, Tournon-sur-Rhône, Vion, et trois communes du département de la Loire : Chavanay, Malleval et Saint-Pierre-de-Bœuf.
Les quatre communes les plus au nord, Chavanay, Malleval, Saint-Pierre-de-Bœuf et Limony, sont en même temps dans l'aire d'appellation du condrieu.
Selon le service des Douanes, la superficie revendiquée en 2024 sous l'appellation est de 1 408 hectares, dont 1 209 ha pour produire du vin rouge (soit 93 % du total) et 199 ha pour du vin blanc.

### Orographie et géologie
L'enquête réalisée par l'INAO, en 1986, a retenu sept terroirs distincts où se retrouvent des coteaux sur roches altérées, des terrasses alluviales anciennes et des cônes déjection des affluents du Rhône. Sauf cas exceptionnel, les terrasses alluviales récentes et les replats lœssiques ne sont généralement pas favorables à des vins de qualité. Mais les experts de l'INAO ont retenu, par exemple, le secteur des Oliviers à Tournon, où les vignes sur lœss remaniés permettent l'obtention d'excellents vins blancs.
Les vignes sont situées sur des sols légers de schiste et de gneiss dominant un socle granitique, avec une exposition sud et sud-est.

### Climatologie
L'aire d'appellation bénéficie d'un climat tempéré à influences méditerranéennes, dont une des caractéristiques est le vent fréquent qui souffle le long du couloir rhodanien. Ce vent, lorsqu'il vient du nord, est baptisé mistral et a pour effet d'assécher l'air et d'apporter du beau temps et de la fraîcheur en été, mais une impression de froid glacial en hiver. Lorsqu'il provient du sud, il annonce généralement l'arrivée de perturbations orageuses ; il s'appelle alors « vent du midi » ou « vent des fous » car, pour certaines personnes, il rend l'atmosphère pénible à supporter, surtout en été.
À partir de cette latitude, l'influence du climat méditerranéen se fait directement sentir. L'ensoleillement annuel est élevé (environ 2 400 heures à Valence, (estimation de Météofrance). Les étés y sont chauds et secs. La température moyenne du mois de juillet est de 20 °C (Montélimar 23 °C). Les hivers froids sans excès s'inscrivent plutôt dans un climat de type semi-continental dégradé. La température moyenne du mois le plus froid (janvier) est ainsi de 3,5 °C. La pluviométrie annuelle est modérée : environ 629 mm. Les pluies sont particulièrement importantes à la fin de l'été (particulièrement en septembre à cause de l'effet cévenol ou orage cévenol qui déverse des trombes d'eau).
La station météorologique de Sablons (à 136 mètres d'altitude : 45° 19′ 46″ N, 4° 46′ 07″ E) se situe au milieu de l'aire d'appellation du saint-joseph, mais dans le fond de vallée (alors que les vignes sont sur le coteau).
| Mois                              | jan. | fév. | mars | avril | mai  | juin | jui. | août | sep. | oct. | nov. | déc. | année |
| --------------------------------- | ---- | ---- | ---- | ----- | ---- | ---- | ---- | ---- | ---- | ---- | ---- | ---- | ----- |
| Température minimale moyenne (°C) | 0,7  | 0,7  | 3,1  | 5,9   | 9,9  | 13,4 | 14,9 | 14,5 | 11,2 | 8,4  | 4,2  | 1,5  | 7,4   |
| Température moyenne (°C)          | 4,5  | 5,6  | 9,4  | 12,6  | 16,8 | 20,6 | 22,6 | 22,2 | 18   | 13,9 | 8,5  | 5,1  | 13,3  |
| Température maximale moyenne (°C) | 8,4  | 10,5 | 15,7 | 19,2  | 23,6 | 27,8 | 30,2 | 29,9 | 24,9 | 19,3 | 12,7 | 8,8  | 19,2  |
| Nombre de jours avec gel          | 14,3 | 13,5 | 7,8  | 1,7   | 0    | 0    | 0    | 0    | 0    | 1,1  | 6    | 12,2 | 56,6  |
| Précipitations (mm)               | 51,2 | 37,8 | 45   | 62,1  | 73,9 | 65,4 | 67,6 | 62,5 | 83,8 | 107  | 99,4 | 49,5 | 805,2 |

| Diagramme climatique                                  |             |           |             |             |              |              |              |              |            |             |            |
| J                                                     | F           | M         | A           | M           | J            | J            | A            | S            | O          | N           | D          |
| 8,40,751,2                                            | 10,50,737,8 | 15,73,145 | 19,25,962,1 | 23,69,973,9 | 27,813,465,4 | 30,214,967,6 | 29,914,562,5 | 24,911,283,8 | 19,38,4107 | 12,74,299,4 | 8,81,549,5 |
| Moyennes : • Temp. maxi et mini °C • Précipitation mm |             |           |             |             |              |              |              |              |            |             |            |

### Encépagement
Le rouge est élaboré à base de syrah, roussanne ou marsanne (10 %) et le blanc mêle roussanne et marsanne.
| Cépage                | Encépagement des crus des côtes du Rhône septentrionaux | Encépagement des crus des côtes du Rhône septentrionaux | Encépagement des crus des côtes du Rhône septentrionaux | Encépagement des crus des côtes du Rhône septentrionaux | Encépagement des crus des côtes du Rhône septentrionaux | Encépagement des crus des côtes du Rhône septentrionaux | Encépagement des crus des côtes du Rhône septentrionaux | Encépagement des crus des côtes du Rhône septentrionaux |
| --------------------- | ------------------------------------------------------- | ------------------------------------------------------- | ------------------------------------------------------- | ------------------------------------------------------- | ------------------------------------------------------- | ------------------------------------------------------- | ------------------------------------------------------- | ------------------------------------------------------- |
| Cépage                | condrieu et château-grillet                             | cornas                                                  | côte-rôtie                                              | hermitage et crozes-hermitage                           | hermitage et crozes-hermitage                           | saint-joseph                                            | saint-joseph                                            | saint-péray                                             |
| Cépage                | condrieu et château-grillet                             | cornas                                                  | côte-rôtie                                              | rouge                                                   | blanc                                                   | rouge                                                   | blanc                                                   | saint-péray                                             |
| marsanne et roussanne |                                                         |                                                         |                                                         | max. 15 %                                               | 100 %                                                   | max. 10 %                                               | 100 %                                                   | 100 %                                                   |
| syrah                 |                                                         | 100 %                                                   | min. 80 %                                               | min. 85 %                                               |                                                         | min. 90 %                                               |                                                         |                                                         |
| viognier              | 100 %                                                   |                                                         | max. 20 %                                               |                                                         |                                                         |                                                         |                                                         |                                                         |

### Méthodes culturales
D’une superficie de 795 hectatres à la fin du XXe siècle, ce terroir produisait 25 681 hectolitres pour un rendement fixé à 40 hl/ha. En 2005, 1 082 ha en culture ont produit 39 171 hl de vin, dont plus de 90 % de vin rouge. Comme leurs collègues des autres appellations voisines, les vignerons ont obtenu, en 1980, le droit d’intégrer dans les moûts de syrah un faible pourcentage (10 %) de roussanne et de marsanne, apport d’usage immémorial qui affine la puissance de ce grand vin rouge. Il est cuvé dans les traditionnelles cuves en bois dont la contenance varie entre 100 et 150 hectolitres.

## Vins
Les données de production des années récentes, telles que publiées par les Douanes, sont :
| Année | saint-joseph rouge | saint-joseph rouge | saint-joseph rouge | saint-joseph blanc | saint-joseph blanc | saint-joseph blanc |
| Année | superficie (ha)    | production (hl)    | rendement (hl/ha)  | superficie (ha)    | production (hl)    | rendement (hl/ha)  |
| ----- | ------------------ | ------------------ | ------------------ | ------------------ | ------------------ | ------------------ |
| 2020  | 1 166              | 44 922             | 39                 | 173                | 6 719              | 39                 |
| 2021  | 1 199              | 47 508             | 40                 | 187                | 7 510              | 40                 |
| 2022  | 1 158              | 44 958             | 39                 | 190                | 6 821              | 36                 |
| 2023  | 1 178              | 44 401             | 38                 | 196                | 7 520              | 38                 |
| 2024  | 1 209              | 44 350             | 37                 | 199                | 7 149              | 36                 |

### Vinification et élevage

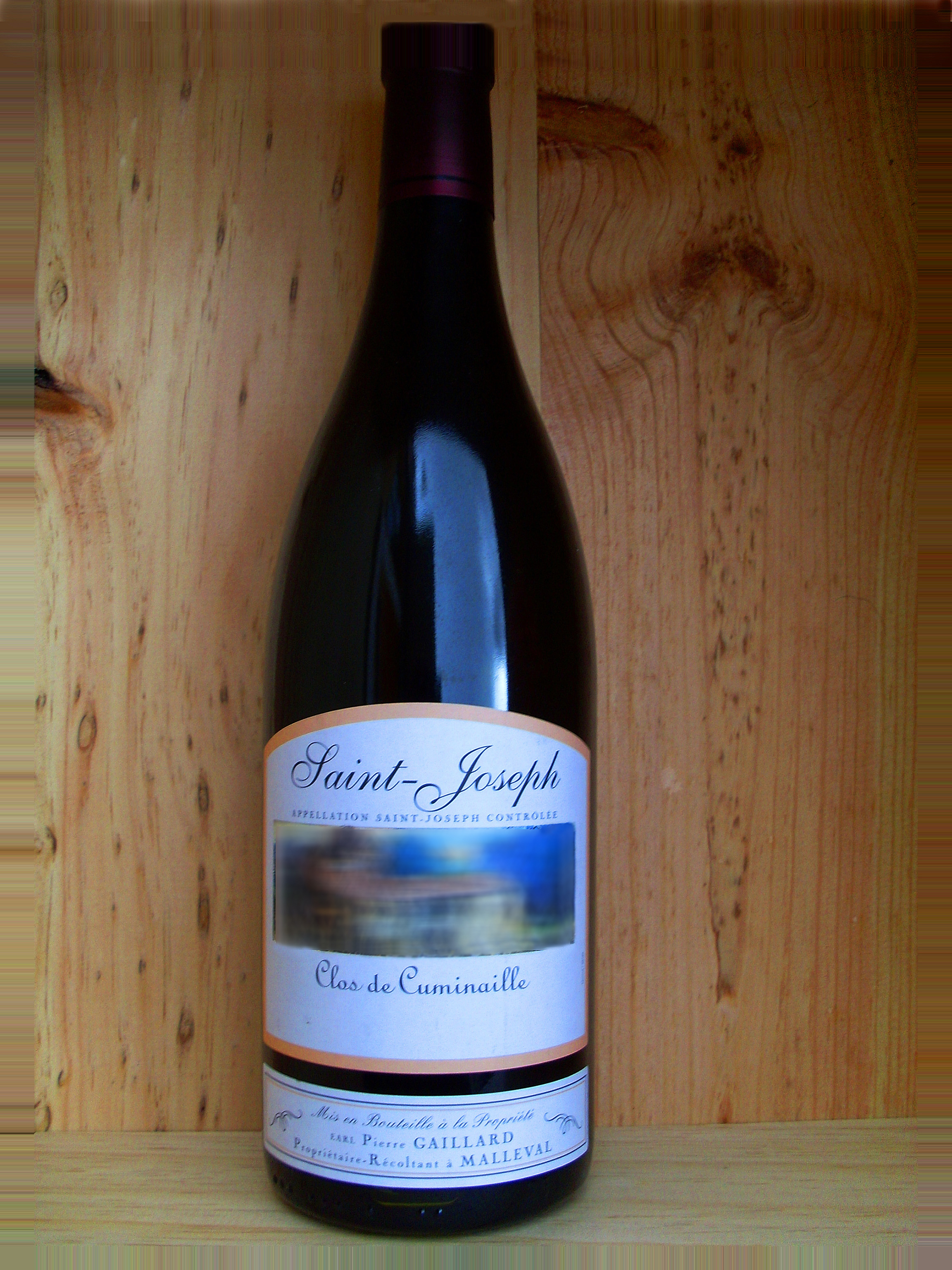
AOC saint-joseph, millésime 2004.

### Gastronomie

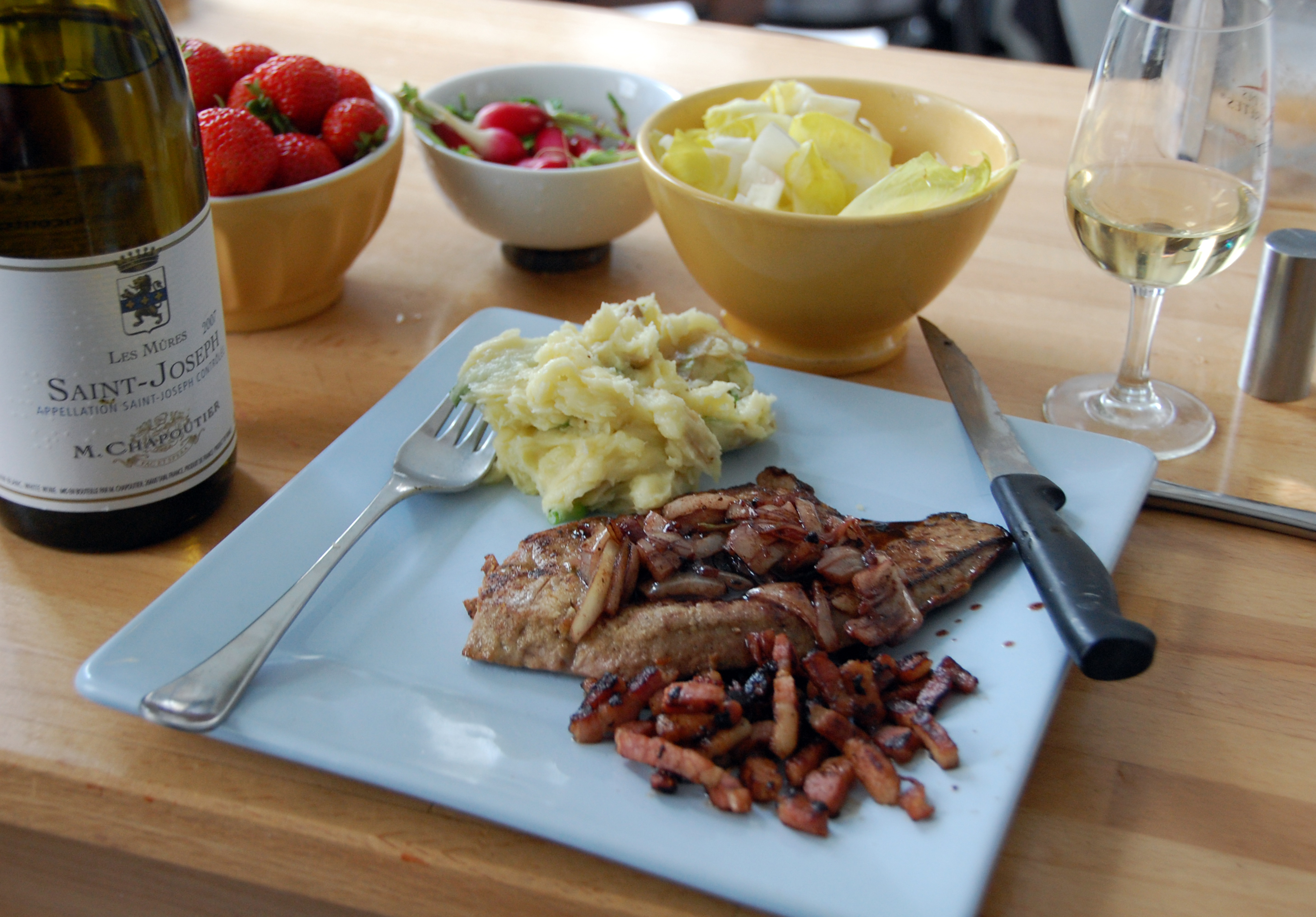
Saint-joseph et foie d'agneau aux petits lardons.

De robe pourpre soutenue, le rouge, vin fin, équilibré et élégant où domine la syrah, dégage au nez des arômes de cassis et de framboise qui évoluent vers des notes de réglisse et de cuir.
Le blanc, où s’assemblent marsanne et roussanne, se présente dans une belle robe jaune aux reflets verts. Sa vinification se fait en cuve inox ou métallique. Ce vin distingué et délicat, d’une grande harmonie, dégage des arômes marqués par leur floralité où se retrouvent des touches de miel et d’acacia.
Ces grands vins du Vivarais sont devenus la coqueluche des bouchons lyonnais. Les rouges tendent vers le pourpre tandis que les blancs s’habillent d’une robe jaune-vert brillante. Les premiers, au subtil parfum de cassis et de framboise se nuançant de cuir et de réglisse avec l’âge, ont une bouche toute en finesse, de style harmonieux et souple. La belle floralité des blancs, frais et élégants, est marquée par des notes gracieuses de miel et d’acacia qui s'extériorisent grâce à une intéressante longueur en bouche.

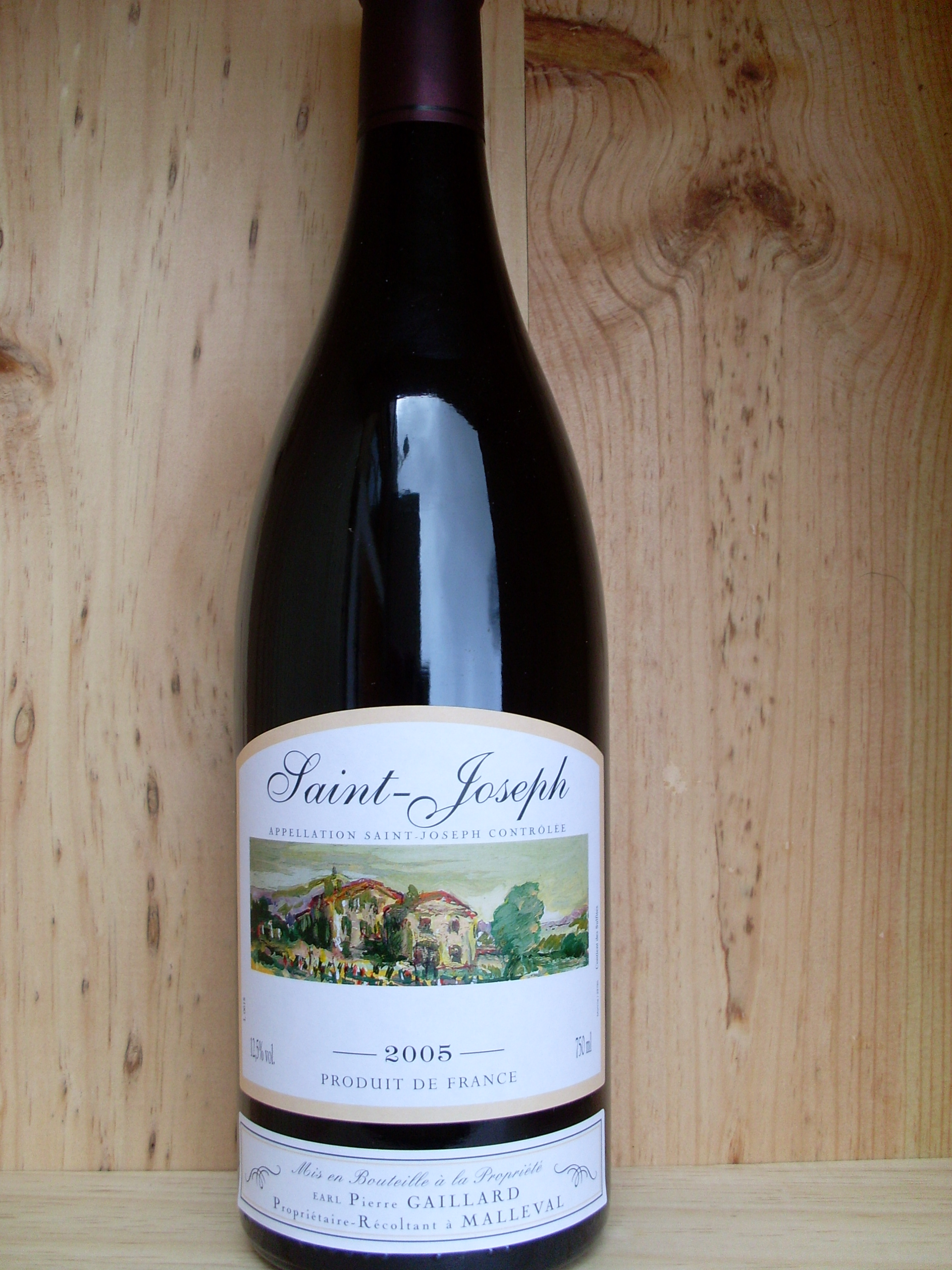
AOC saint-joseph Domaine Pierre Gaillard.
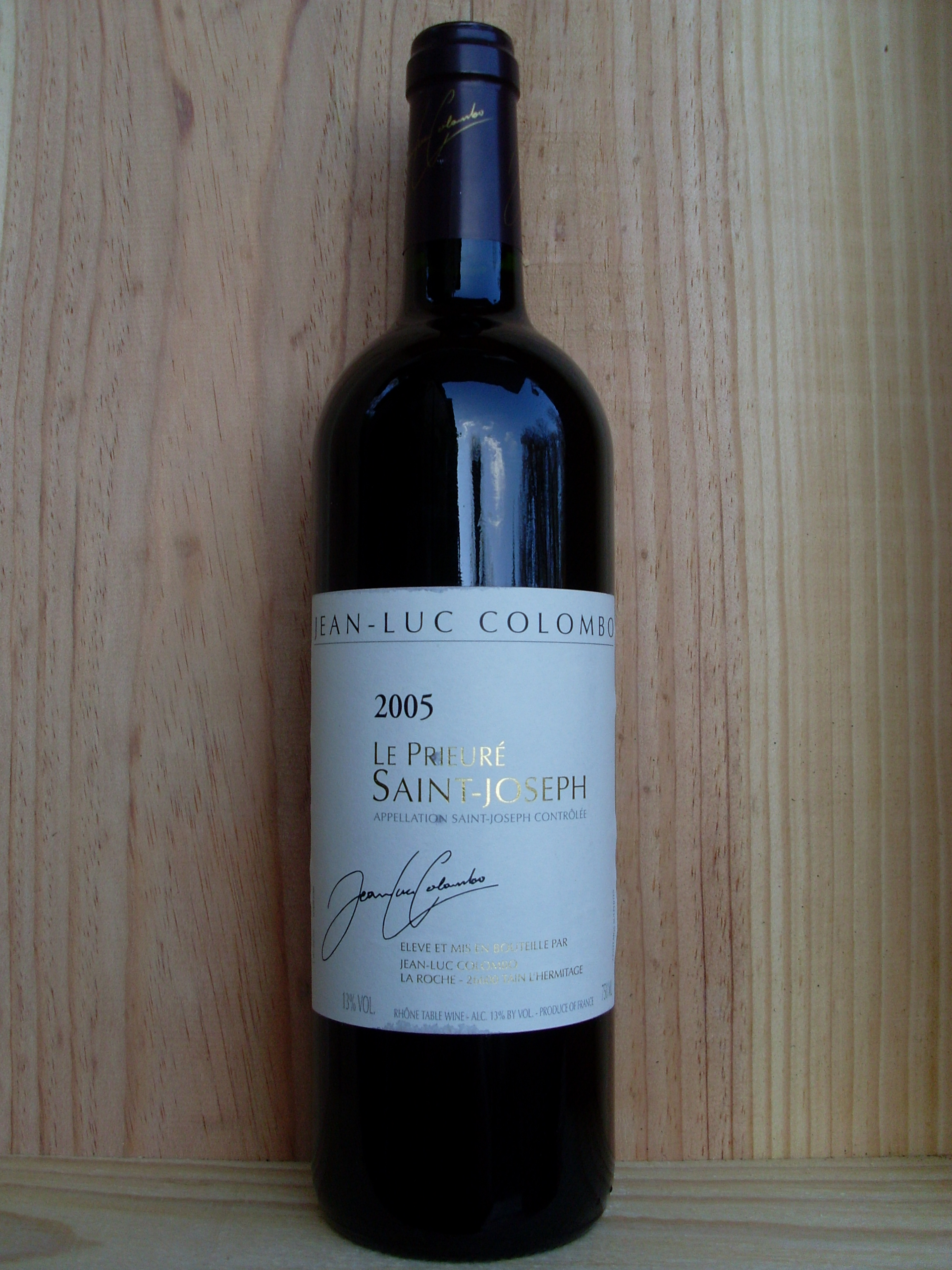
Saint-joseph Le Prieuré Domaine Jean-Luc Colombo.
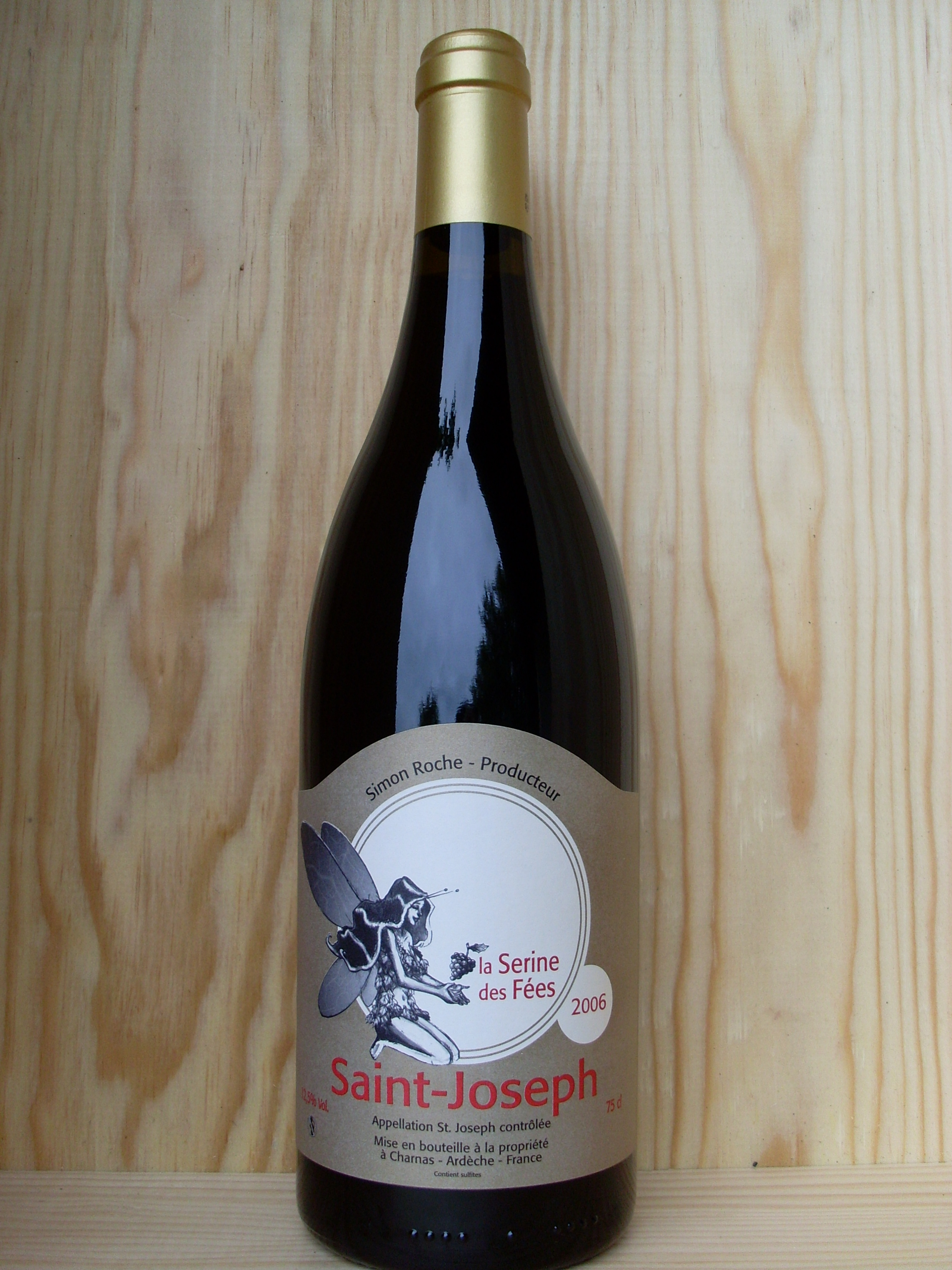
Saint-joseph La Serine des Fées, S. Roche.

### Millésimes
Ils correspondent à ceux du vignoble de la vallée du Rhône. Ils sont notés : année exceptionnelle , grande année , bonne année ***, année moyenne **, année médiocre *.
| Caractéristiques | Article de qualité | ***                | ***                | Bon article        | Article de qualité | Bon article        | Bon article        | ***                | Bon article | Bon article        |
| Millésimes 1990 | 1999               | 1998               | 1997               | 1996               | 1995               | 1994               | 1993               | 1992               | 1991        | 1990               |
| Caractéristiques | ***                | ***                | **                 | ***                | Bon article        | **                 | **                 | **                 | ***         | Article de qualité |
| Millésimes 1980 | 1989               | 1988               | 1987               | 1986               | 1985               | 1984               | 1983               | 1982               | 1981        | 1980               |
| Caractéristiques | Article de qualité | Article de qualité | Bon article        | ***                | Article de qualité | **                 | Bon article        | ***                | Bon article | Article de qualité |
| Millésimes 1970 | 1979               | 1978               | 1977               | 1976               | 1975               | 1974               | 1973               | 19722              | 1971        | 1970               |
| Caractéristiques | Bon article        | Article de qualité | Bon article        | **                 | ***                | Bon article        | ***                | **                 | **          | Article de qualité |
| Millésimes 1960 | 1969               | 1968               | 1967               | 1966               | 1965               | 1964               | 1963               | 1962               | 1961        | 1960               |
| Caractéristiques | **                 | *                  | Article de qualité | Article de qualité | ***                | ***                | **                 | **                 | ***         | Article de qualité |
| Millésimes 1950 | 1959               | 1958               | 1957               | 1956               | 1955               | 1954               | 1953               | 1952               | 1951        | 1950               |
| Caractéristiques | Bon article        | Bon article        | Article de qualité | Bon article        | Bon article        | ***                | Bon article        | Article de qualité | **          | Article de qualité |
| Millésimes 1940 | 1949               | 1948               | 1947               | 1946               | 1945               | 1944               | 1943               | 1942               | 1941        | 1940               |
| Caractéristiques | Article de qualité | Article de qualité | Article de qualité | Bon article        | Article de qualité | **                 | Article de qualité | Bon article        | **          | **                 |
| Millésimes 1930 | 1939               | 1938               | 1937               | 1936               | 1935               | 1934               | 1933               | 1932               | 1931        | 1930               |
| Caractéristiques | *                  | Bon article        | Bon article        | ***                | **                 | Article de qualité | Article de qualité | **                 | **          | **                 |
| Millésimes 1920 | 1929               | 1928               | 1927               | 1926               | 1925               | 1924               | 1923               | 1922               | 1921        | 1920               |
| Caractéristiques | Article de qualité | Article de qualité | **                 | Bon article        | **                 | Bon article        | Bon article        | **                 | Bon article | Bon article        |
| Sources : Yves Renouil (sous la direction), Dictionnaire du vin, Éd. Féret et fils, Bordeaux, 1962 ; Alexis Lichine, Encyclopédie des vins et alcools de tous les pays, Éd. Robert Laffont-Bouquins, Paris, 1984, Les millésimes de la vallée du Rhône & Les grands millésimes de la vallée du Rhône |                    |                    |                    |                    |                    |                    |                    |                    |             |                    |

Soit sur 90 ans, 24 années exceptionnelles, 26 grandes années, 16 bonnes années, 22 années moyennes et 2 années médiocres.

### Commercialisation
Un négociant, la firme Guigal, dont les établissements sont situés à Ampuis, met en bouteilles et commercialise une cuvée produite sur le lieu-dit Saint-Joseph sous sa marque « Vignes de l'Hospice ».
La cave coopérative de Saint-Désirat produit environ 50 % de l'appellation saint-joseph. Cette production concerne essentiellement des vins rouges, mais également une petite quantité de saint-joseph blanc.